# Вітебська ратуша

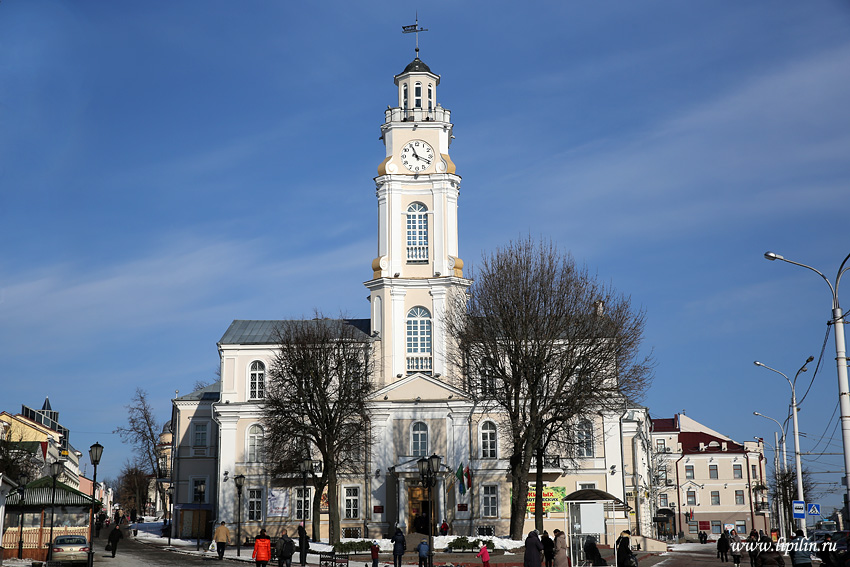
Вітебська ратуша

Ві́тебська ра́туша (біл. Віцебская ратуша) — ратуша в обласному центрі Білорусі місті Вітебську, споруда другої половини XVIII століття в стилі так званого віленського бароко та класицизму, символ незалежності й заможності міста.
Вітебська ратуша розташована в історичному районі міста, поблизу впадіння у Західну Двину річки Витьби, поруч з Воскресенською церковою та Свято-Духовим монастирем та іншими історико-архітектурними пам'ятками Вітебська, що збереглися або були відновлені у наш час (1990–2000-і роки).

## Опис

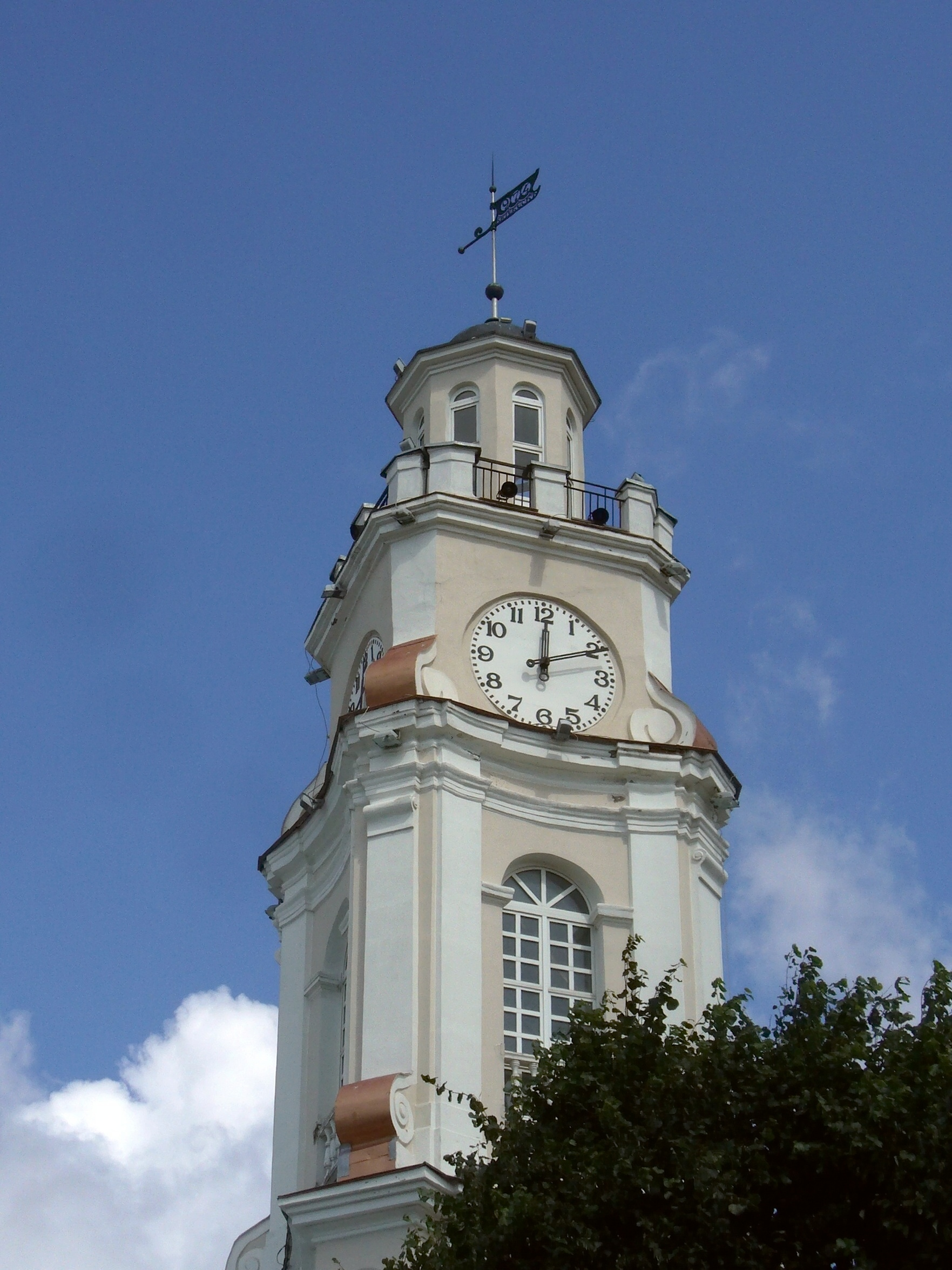
Башта Вітебської ратуші

Перший дерев'яний будинок ратуші у Вітебську був закладений на території Узгорського посаду перед ринковим майданом і виконував роль громадського осередку торговельно-ремісничого міста. Дерев'яні крамниці й гостинний двір оточували ринок і прилягали до ратуші, головний фасад якої був зорієнтований у бік ринку. Дерев'яна будівля мала, проте, мурований підмурок, що був виявлений в результаті пізніших археологічних розкопок.
Нова мурована ратуша розділила колишню ринкову площу на дві половини, у бік яких були звернуті відповідно передній і тильний фасади будівлі. З боку тильного фасаду наприкінці XVIII — першій половині XIX ст.ст. були добудовані двоповерхові житлові будинки з крамницями на перших поверхах.
Стиль віленського бароко проявився, в першу чергу, в оздобленні ратушної вежі, тоді як загальна композиція споруди відповідає принципам класицизму.

## З історії ратуші
Першу будівлю Вітебської ратуші було зведено 1597 року, коли місту було надано Магдебурзьке право.
Існуюча барокова будівля ратуші у Вітебську відноситься до 1775 року — тоді міська ратуша являла муровану двоповерхову споруду з баштою над середньою частиною.
1833 року високий шатровий дах ратушової вежі був замінений оглядовим майданчиком з невеликою ротондою.
У 1873–75 роки — здійснювалась перебудова внутрішнього планування Вітебської ратуші в зв'язку з переїздом туди міської думи та поліцейського управління.
На початку 1911 року надбудували третій поверх будівлі Вітебської ратуші.
У 1984 році (за СРСР) у ратуші проводились ремонтні роботи.
У теперішній час (2000-ні) у будівлі колишньої ратуші Вітебська міститься обласний краєзнавчий музей.

## Галерея

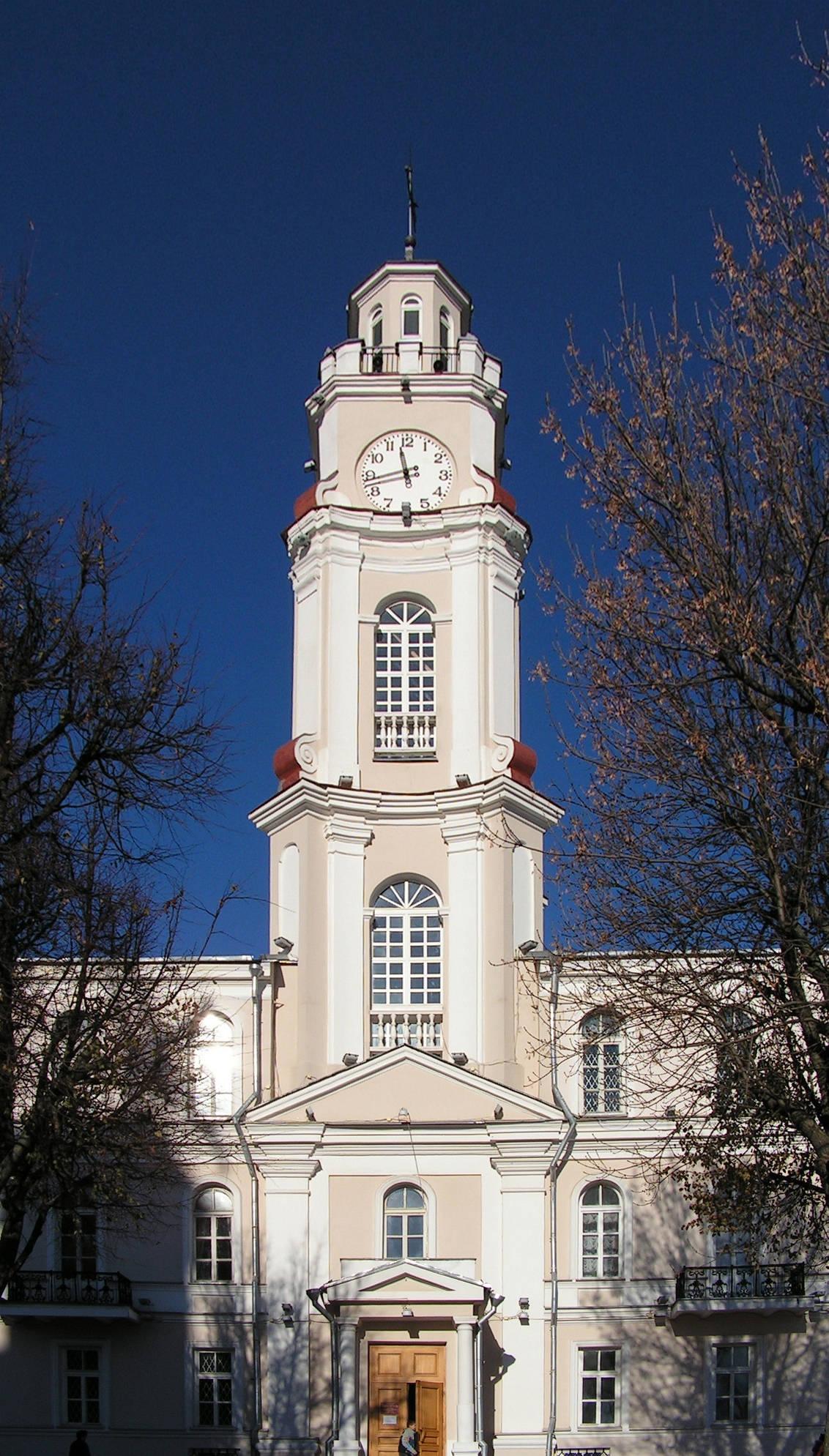
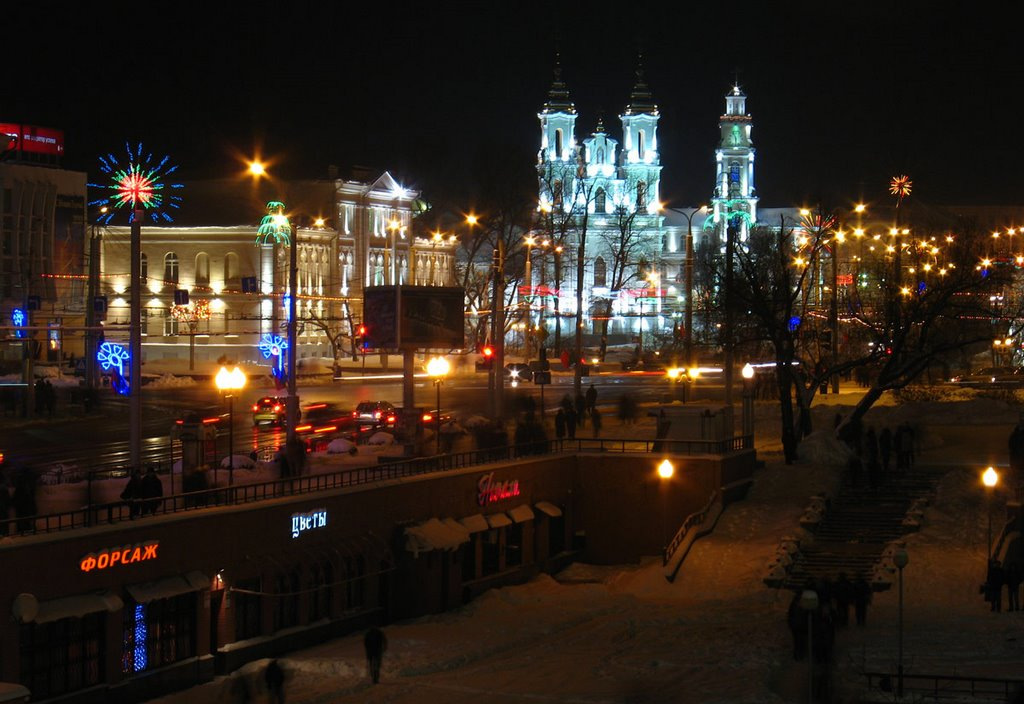
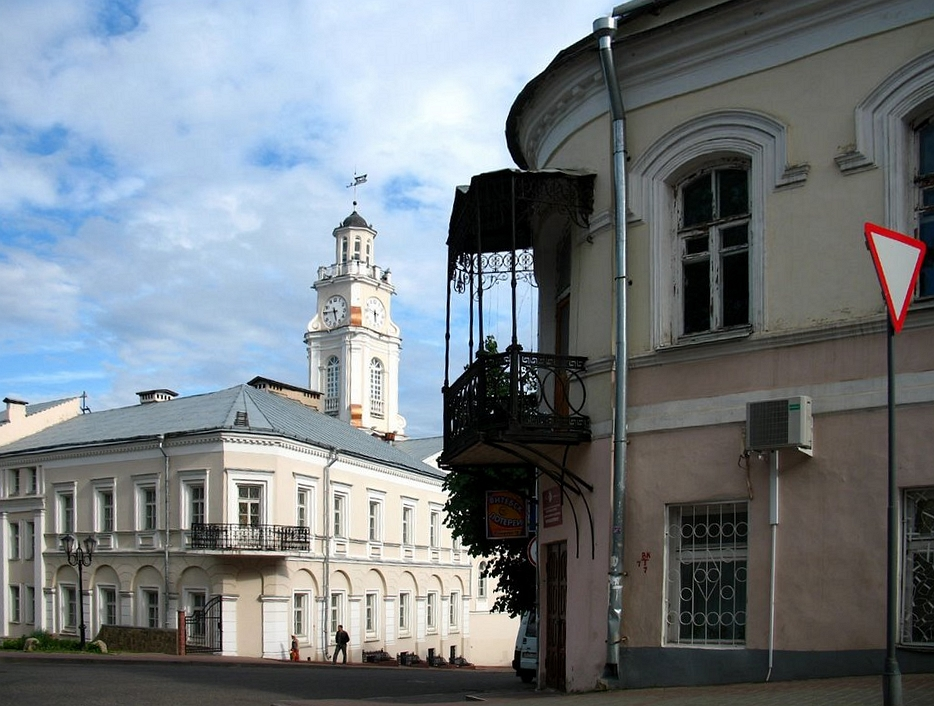
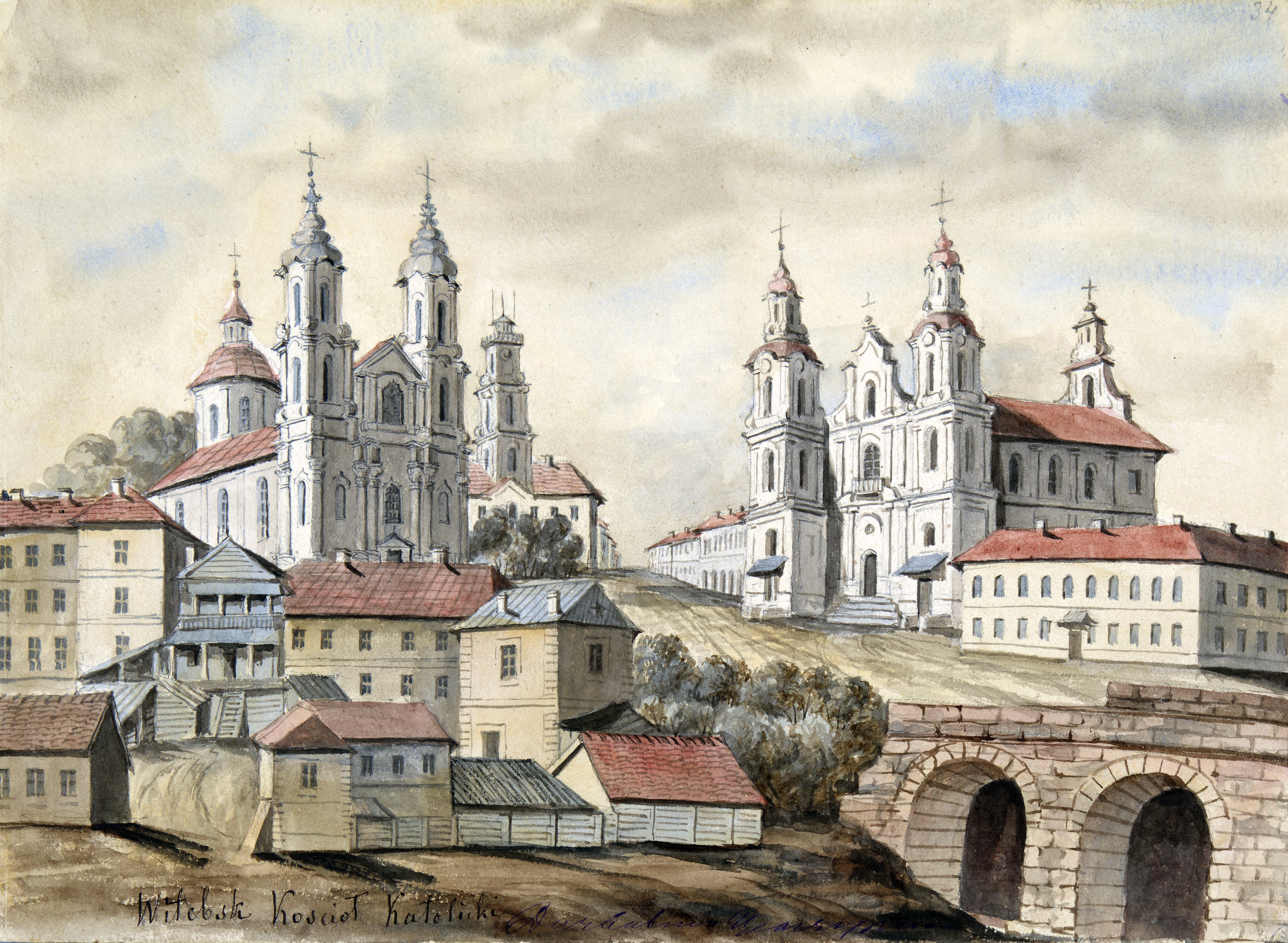
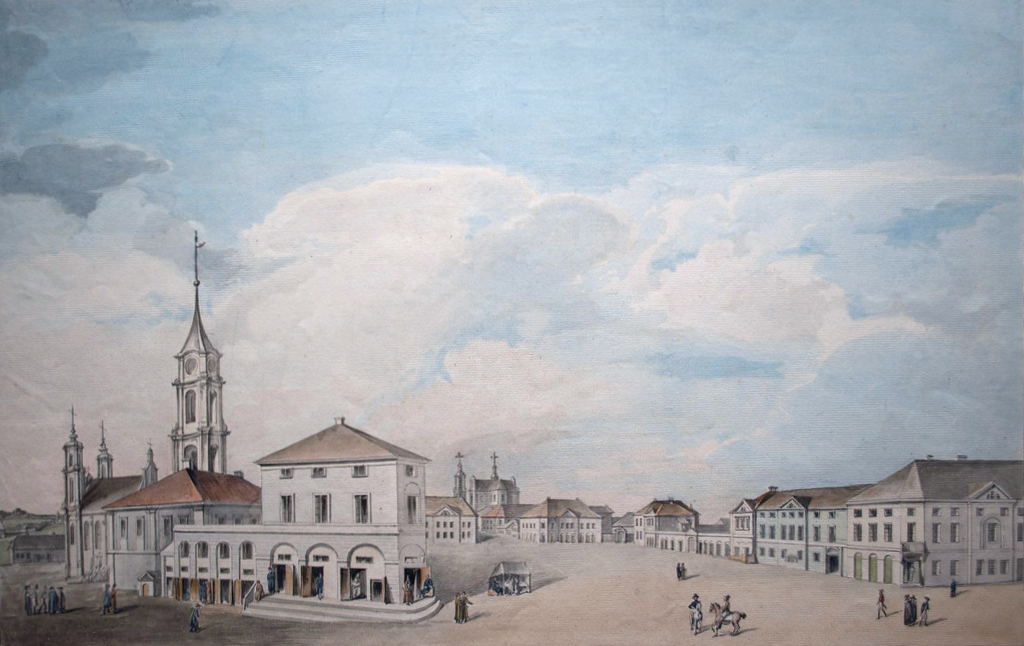
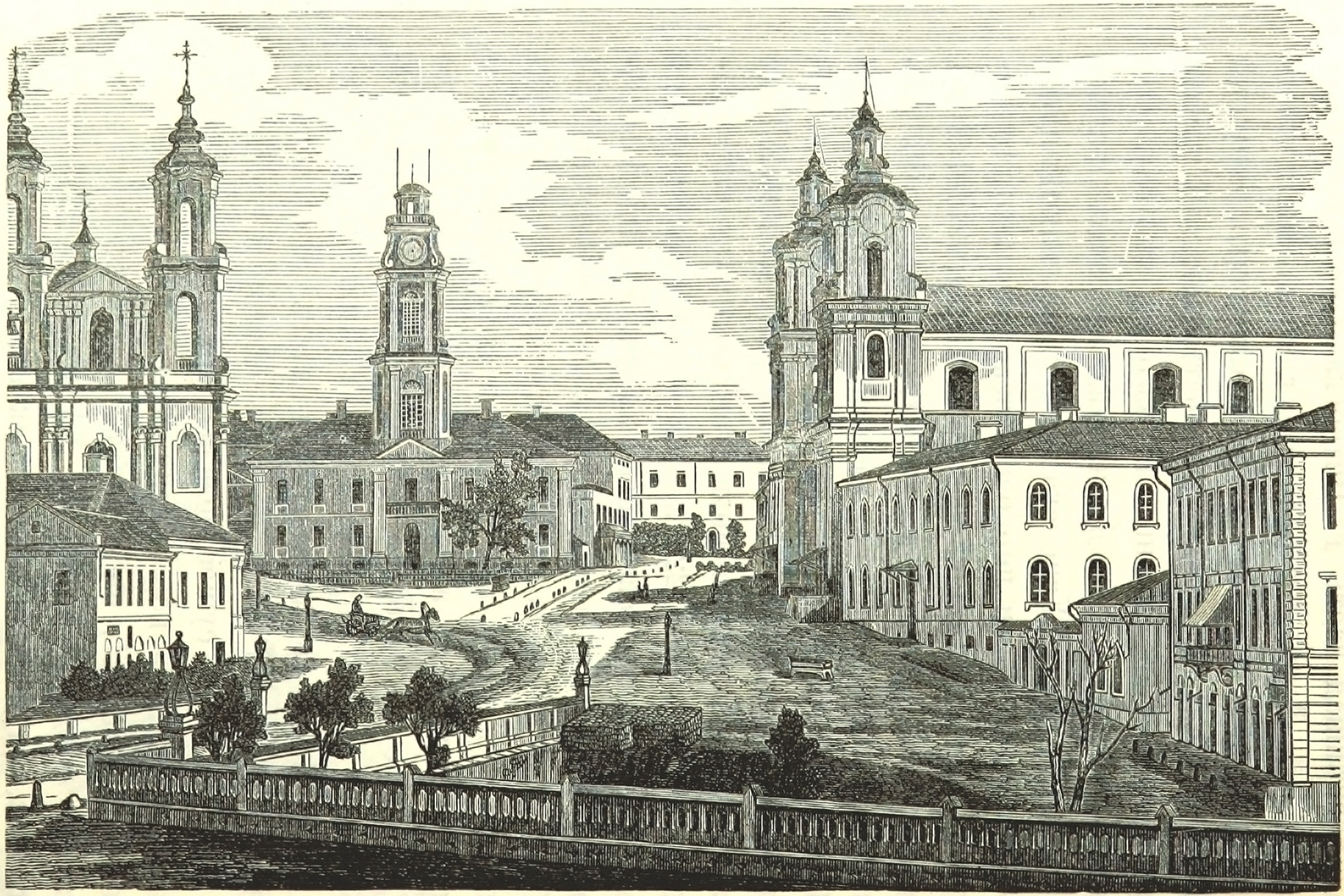